# Тарбена
Тарбена (валенс. Tàrbena (офіційна назва), ісп. Tárbena) — муніципалітет в Іспанії, у складі автономної спільноти Валенсія, у провінції Аліканте. Населення — 624 особи (2022).

## Географія
Муніципалітет розташований на відстані близько 360 км на південний схід від Мадрида, 50 км на північний схід від Аліканте.

## Демографія
Динаміка населення (INE ):

## Галерея зображень

Розташування муніципалітету Тарбена у комарці Маріна-Баха